# پترا لانگرووا
 پترا لانگرووا (انگلیسی: Petra Langrová؛ زادهٔ ۲۷ ژوئن ۱۹۷۰) یک تنیس‌باز اهل جمهوری چک است.